# Dan Pița
Dan Pița (ur. 11 października 1938 w Dorohoi) – rumuński reżyser i scenarzysta filmowy. Twórca ponad 25 filmów fabularnych, dokumentalnych i krótkometrażowych.
Jego film Paso doble (1985) zdobył Wyróżnienie Honorowe na 36. MFF w Berlinie. Rok później, podczas 37. Berlinale, Pița zasiadał w jury konkursu głównego. Laureat Srebrnego Lwa na 49. MFF w Wenecji za film Hotel de lux (1992). Dwukrotnie filmy reżysera były oficjalnymi rumuńskimi kandydatami do Oscara dla najlepszego filmu obcojęzycznego.